# Anton Staus
Anton Staus (5 settembre 1872 – 21 luglio 1955) è stato un astronomo tedesco.
Staus da giovane scoprì un asteroide.